# Du gav mig, o Herre, en teg av din jord
Du gav mig, o Herre, en teg av din jord är en psalm med text skriven 1934 av Carl Reinhold Sundell. Musiken är skriven 1939 av Oskar Lindberg.

## Publicerad i
- 1937 års psalmbok som nr 501 under rubriken "Arbetet".
- 1986 års psalmbok som nr 596 under rubriken "Tillsammans i världen".